# Distrikt Canchayllo
Der Distrikt Canchayllo liegt in der Provinz Jauja in der Region Junín in Südwest-Zentral-Peru. Der Distrikt wurde am 15. Oktober 1954 gegründet. Er hat eine Fläche von 947 km². Beim Zensus 2017 lebten 1601 Einwohner im Distrikt Canchayllo. Im Jahr 1993 lag die Einwohnerzahl bei 1894, im Jahr 2007 bei 1774. Verwaltungssitz ist die am Río Pachacayo auf einer Höhe von 3609 m gelegene Ortschaft Canchayllo mit 797 Einwohnern (Stand 2017). Canchayllo befindet sich 24 km westlich der Provinzhauptstadt Jauja. Einzige größere Ortschaft neben dem Hauptort Canchayllo ist das an der Mündung des Río Pachacayo in den Río Mantaro gelegene San Juan de Pachacayo mit 407 Einwohnern.

## Geografische Lage
Der Distrikt Canchayllo liegt im Andenhochland im Westen der Provinz Jauja. Der Distrikt erstreckt sich über das Einzugsgebiet des Río Pachacayo. Es reicht vom Hauptkamm der peruanischen Westkordillere im Westen bis zum Río Mantaro im Nordosten. Der Distrikt liegt fast vollständig innerhalb des Schutzgebietes Reserva Paisajística Nor Yauyos Cochas. An der westlichen Distriktgrenze erheben sich die Berge Tunshu (5660 m) und Nevado Pariacaca (5758 m).
Der Distrikt Canchayllo grenzt im Südosten an den Distrikt San José de Quero (Provinz Concepción), im Südwesten an die Distrikte Yauyos und Tanta (beide in der Provinz Yauyos), im Westen an den Distrikt San Lorenzo de Quinti (Provinz Huarochirí), im Norden an die Distrikte Suitucancha und Chacapalpa (beide in der Provinz Yauli) sowie im Osten an die Distrikte Curicaca, Llocllapampa und Sincos.